# Dark Energy Spectroscopic Instrument

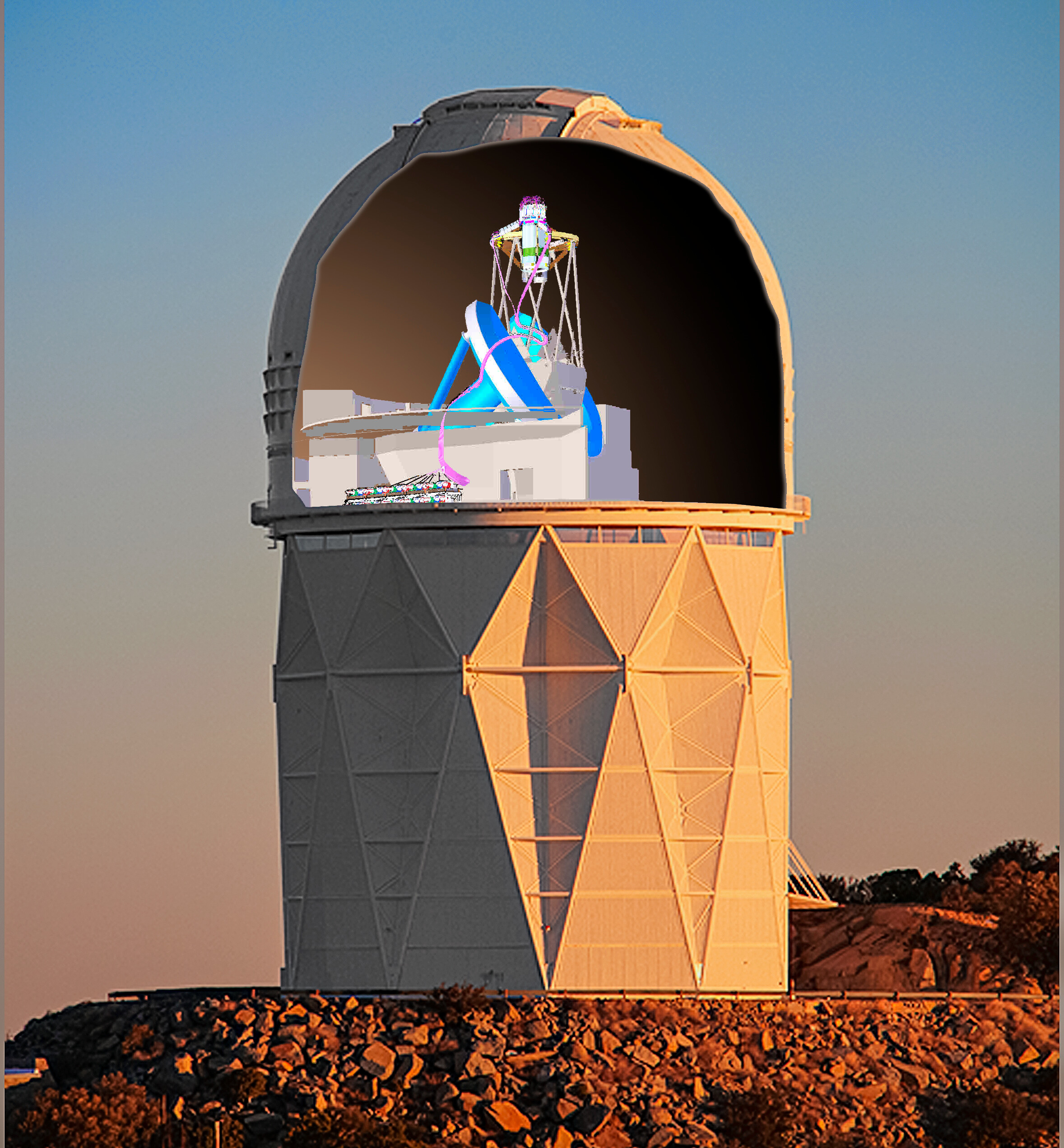
Das Observatorium mit hinein retuschiertem DESI-Instrument, installiert am Mayall Telescope

Mehrere Glasfaser-Enden der Fokalebene

Das Dark Energy Spectroscopic Instrument (kurz: DESI) ist ein wissenschaftliches Forschungsinstrument, das am Kitt Peak National Observatory im US-Bundesstaat Arizona errichtet wurde. Es dient der Durchführung spektrografischer astronomischer Durchmusterung weit entfernter Galaxien. Die Hauptbestandteile sind eine Fokalebene mit 5.000 Glasfaser-Enden und mehrere Spektrographen, die von den Glasfasern gespeist werden. Das Instrument soll während der fünfjährigen Laufzeit neue Erkenntnisse über die Expansion des Universums und die Dunkle Energie erbringen.
Am 13. Juni 2023 wurde das DESI Early Data Release (EDR) veröffentlicht. Das EDR enthält Spektren von fast zwei Millionen Galaxien, Quasaren und Sternen. Ein früheres Ergebnis des EDR wurde bereits im Februar 2023 bekannt gegeben und beschrieb eine stellare Migration mehrerer Sterne in die Andromedagalaxie. Das EDR zeigte auch sehr weit entfernte Quasare und Sterne von niedriger Metallizität.

## Technik
Das DESI ist ein neuer Ansatz zur Gewinnung astronomischer Daten weit entfernter Objekte im Weltall. Anders als bei einem optischen Teleskop wird das einfallende Licht nicht durch einen CCD-Sensor registriert, sondern durch 5000 einzelne Glasfaserenden. Jedes dieser Faser-Elemente soll eine von uns weit entfernte Galaxie beobachten. Künstliche Intelligenz unterstützt dabei die Ausrichtung der jeweiligen Glasfasern. Diese Fasern leiten dann das Licht des beobachteten astronomischen Objekts an ein Spektrometer weiter.
DESI kartiert wiederholt die Entfernung, die Bewegungsrichtung und die Geschwindigkeit von ca. 35 Millionen Galaxien und 2,4 Millionen Quasare während der fünfjährigen Laufzeit. Unter idealen Bedingungen durchläuft DESI alle 20 Minuten einen neuen Satz von 5000 Galaxien, was pro Nacht mehr als 100.000 Galaxien entspräche.
Ziel ist es eine hochaufgelöste 3D-Karte unseres Universums zu erstellen, in der alle gewonnenen Daten abgebildet sind. Des Weiteren lassen sich aus den regelmäßig erfassten Bewegungsdaten der Galaxien und deren gravitative Wechselwirkungen Rückschlüsse auf die Dunkle Materie ziehen.

## DESI Legacy Imaging Surveys
Um Ziele für die Spektroskopie mit DESI zu finden, wurde eine vorgelagerte Durchmusterung mit drei Teleskopen im g, r und z-Band durchgeführt. Im Einzelnen waren das die Beijing-Arizona Sky Survey (BASS), unter Verwendung des Bok 2.3-m telescope, die Dark Energy Camera Legacy Survey (DECaLS), mithilfe des Blanco 4m telescope und die Mayall z-band Legacy Survey (MzLS), die das 4-meter Mayall telescope nutzte. Der untersuchte Himmelsbereich erstreckte sich über 14.000 Quadratgrad, etwa ein Drittel des Firmaments, und vermied die Milchstraße. Bilder dieser Durchmusterungen, die kombiniert als „DESI Legacy Imaging Surveys“ bezeichnet werden, können via Internet abgerufen werden.